# La Mancellière-sur-Vire
La Mancellière-sur-Vire és un municipi francès situat al departament de la Manche i a la regió de Normandia. L'any 2007 tenia 479 habitants.

## Demografia

### Població
El 2007 la població de fet de La Mancellière-sur-Vire era de 479 persones. Hi havia 180 famílies de les quals 36 eren unipersonals (20 homes vivint sols i 16 dones vivint soles), 72 parelles sense fills i 72 parelles amb fills.
La població ha evolucionat segons el següent gràfic:
Habitants censats

### Habitatges
El 2007 hi havia 210 habitatges, 190 eren l'habitatge principal de la família, 5 eren segones residències i 15 estaven desocupats. 195 eren cases i 14 eren apartaments. Dels 190 habitatges principals, 159 estaven ocupats pels seus propietaris, 30 estaven llogats i ocupats pels llogaters i 1 estava cedit a títol gratuït; 7 tenien una cambra, 3 en tenien dues, 11 en tenien tres, 42 en tenien quatre i 127 en tenien cinc o més. 153 habitatges disposaven pel capbaix d'una plaça de pàrquing. A 77 habitatges hi havia un automòbil i a 107 n'hi havia dos o més.

### Piràmide de població
La piràmide de població per edats i sexe el 2009 era:
| Homes | Edats   | Dones |
| ----- | ------- | ----- |
| 0     | 95 o +  | 0     |
| 0     | 90 a 94 | 0     |
| 0     | 85 a 89 | 0     |
| 4     | 80 a 84 | 0     |
| 4     | 75 a 79 | 0     |
| 12    | 70 a 74 | 20    |
| 4     | 65 a 69 | 4     |
| 8     | 60 a 64 | 8     |
| 8     | 55 a 59 | 8     |
| 20    | 50 a 54 | 24    |
| 28    | 45 a 49 | 20    |
| 32    | 40 a 44 | 16    |
| 12    | 35 a 39 | 20    |
| 12    | 30 a 34 | 12    |
| 8     | 25 a 29 | 12    |
| 8     | 20 a 24 | 12    |
| 28    | 15 a 19 | 28    |
| 24    | 10 a 14 | 8     |
| 24    | 5 a 9   | 20    |
| 12    | 0 a 4   | 16    |

## Economia
El 2007 la població en edat de treballar era de 344 persones, 253 eren actives i 91 eren inactives. De les 253 persones actives 239 estaven ocupades (130 homes i 109 dones) i 14 estaven aturades (5 homes i 9 dones). De les 91 persones inactives 51 estaven jubilades, 26 estaven estudiant i 14 estaven classificades com a «altres inactius».

### Ingressos
El 2009 a La Mancellière-sur-Vire hi havia 187 unitats fiscals que integraven 503 persones, la mediana anual d'ingressos fiscals per persona era de 18.202 €.

### Activitats econòmiques
Dels 21 establiments que hi havia el 2007, 1 era d'una empresa alimentària, 1 d'una empresa de fabricació d'altres productes industrials, 8 d'empreses de construcció, 4 d'empreses de comerç i reparació d'automòbils, 5 d'empreses de serveis i 2 d'empreses classificades com a «altres activitats de serveis».
Dels 8 establiments de servei als particulars que hi havia el 2009, 1 era un guixaire pintor, 2 fusteries, 3 lampisteries, 1 empresa de construcció i 1 perruqueria.
L'any 2000 a La Mancellière-sur-Vire hi havia 34 explotacions agrícoles que ocupaven un total de 440 hectàrees.

## Poblacions més properes
El següent diagrama mostra les poblacions més properes.